# Station Jordanów Śląski
Station Jordanów Śląski is een spoorwegstation in Polen.